# Palazzo del Broletto w Como
Palazzo del Broletto – zabytkowy pałac znajdujący się w Como, zlokalizowany w centrum miasta przy placu Katedralnym (wł. Piazza del Duomo) w bezpośrednim sąsiedztwie katedry.
Budynek od XII wieku do 1764 roku służył jako siedziba władz miejskich. W kolejnych latach był m.in. siedzibą teatru, obecnie jest pomieszczeniem wystawowym oraz miejscem do organizacji wydarzeń miejskich.
Pałac zbudowano w stylu romańsko-gotyckim, z renesansowymi dekoracjami oraz marmurową elewacją w różowo-szare pasy. Od zachodniej strony przylega do wieży z zegarem.